# Brajkovići (Travnik, BiH)
Brajkovići su naseljeno mjesto u općini Travnik, Federacija Bosne i Hercegovine, BiH.

## Stanovništvo

### 1991.
Nacionalni sastav stanovništva 1991. godine, bio je sljedeći:
ukupno: 521
- Hrvati - 498
- Muslimani - 8
- Srbi - 2
- Jugoslaveni - 9
- ostali, neopredijeljeni i nepoznato - 4

### 2013.
Nacionalni sastav stanovništva 2013. godine, bio je sljedeći:
ukupno: 394
- Hrvati - 373
- Bošnjaci - 17
- ostali, neopredijeljeni i nepoznato - 4